# Thorsten Klüner
Thorsten Klüner (* 13. November 1969 in Bochum) ist ein deutscher Chemiker und Professor für Theoretische Chemie an der Carl von Ossietzky Universität Oldenburg.

## Leben
Klüner wuchs in Bochum und Witten auf. Von 1989 bis 1994 studierte er Chemie an der Ruhr-Universität Bochum. Seine Doktorarbeit fertigte er in Bochum an und wurde 1997 zum Dr. rer. nat. promoviert. Seine Mentoren waren dabei Hans-Joachim Freund (Physikalische Chemie) und Volker Staemmler (Theoretische Chemie). Anschließend war Klüner bis 2004 als Arbeitsgruppenleiter in der Abteilung Chemische Physik am Fritz-Haber-Institut der Max-Planck Gesellschaft, Berlin bei Hans-Joachim Freund tätig, unterbrochen durch einen einjährigen Forschungsaufenthalt bei Emily A. Carter an der University of California, Los Angeles (UCLA). 2004 wurde Klüner an der Humboldt-Universität zu Berlin im Fachgebiet Theoretische Chemie habilitiert und folgte dem Ruf auf die Professur für Theoretische Chemie an der Carl von Ossietzky Universität Oldenburg. Dort ist er seither im Institut für Reine und Angewandte Chemie (IRAC) – jetzt Institut für Chemie (IfC)– tätig.
Thorsten Klüner ist verheiratet und Vater eines Sohnes.

## Wirken
Aus seinen Forschungstätigkeiten resultierten bisher über 100 wissenschaftliche Publikationen. Hauptarbeitsrichtung ist das theoretische Verständnis molekularer Prozesse an Oberflächen. In enger Kooperation mit experimentellen Arbeitsgruppen werden insbesondere katalytische und photochemische Fragestellungen untersucht. Die Beschreibung komplexer Phänomene auf ab initio-Basis erfordert dabei die Entwicklung neuer theoretischer Methoden, ihre effiziente numerische Implementierung und die Anwendung auf relevante physikalisch-chemische Fragestellungen.
Die Studienstiftung des deutschen Volkes förderte die Studien- und Doktorandenzeit von Thorsten Klüner langjährig. 1998 wurde er mit der Otto-Hahn-Medaille der Max-Planck-Gesellschaft ausgezeichnet. Seine Forschungsarbeiten werden durch den Fonds der Chemischen Industrie, die Deutsche Forschungsgemeinschaft (DFG), das Hanse-Wissenschaftskolleg (HWK), die Alexander von Humboldt-Stiftung (AvH), die Volkswagen-Stiftung, den Deutschen Akademischen Austauschdienst (DAAD), das Bundesministeriums für Bildung und Forschung (BMBF) und die EWE AG gefördert.
Seit 2021 ist Thorsten Klüner als Ortsbeauftragter (ehrenamtlicher Dienststellenleiter) des Ortsverbandes Oldenburg der Bundesanstalt Technisches Hilfswerk (THW) im Zivilschutz und in der Katastrophenhilfe tätig.

## Publikationen (Auswahl)
- I. Brand, M. Nullmeier, T. Klüner, R. Jogireddy, J. Christoffers and G. Wittstock, Langmuir 26 (2010), 362: Structural analysis of the HS(CD2)12(O-CH2-CH2)6OCH3 monolayers on gold by means of polarization modulation infrared reflection absorption spectroscopy. Progress of the reaction with bromine.
- M. Röefzaad, T. Klüner, I. Brand, Phys. Chem. Chem. Phys. 11 (2009), 10140: Orientation of GM1 ganglioside in Langmuir-Blodgett monolayers: a PM IRRAS and computational study.
- T. Jung, R. Beckhaus, T. Klüner, S. Höfener, W. Klopper, J. Chem. Theory Comput. 5 (2009), 2044: The unexpected trimerization of pyrazine in the coordination sphere of low valent titanocene fragments.
- H.-Y. Wang, W.-L. Yim, T. Klüner, J.O. Metzger, Chem. Eur. J.,15 (2009), 10948: ESI-MS Studies and Calculations on Alkali Metal Adduct Ions of Ruthenium Olefin Metathesis Catalysts and Their Catalytic Activity in Metathesis Reactions.
- I. Mehdaoui, T. Klüner, Phys. Chem. Chem. Phys. 10 (2008), 4559: New mechanistic insight into electronically excited CO-NiO(100): A quantum dynamical analysis.
- W.-L. Yim, T. Klüner., J. Chem. Theory Comput. 4 (2008), 1709: Role of Electrostatic Interactions on Engineering Reaction Barriers: The Case of CO Dissociation on Supported Cobalt Particles.
- I. Mehdaoui, T. Klüner, J. Phys. Chem. A. 111 (2007), 13233: Bonding of CO and NO to NiO(100): A strategy for obtaining accurate adsorption energies.
- I. Mehdaoui, T. Klüner*, Phys. Rev. Lett., 98 (2007), 037601: Understanding Surface Photochemistry from First Principles: The Case of CO-NiO(100).
- W.-L. Yim, T. Nowitzki, M. Necke, H. Schnars, P. Nickhut, J. Biener, M. Biener, V. Zielasek, K. Al-Shamery, T. Klüner, M. Bäumer, J. Phys. Chem. C. 111 (2007), 445: Universal Phenomena of CO Adsorption on Gold Surfaces with Low-coordinated Sites.
- S. Dittrich, T. Klüner*, Chem. Phys. Lett. 430 (2006), 443: The role of laser pulse duration in the photodesorption of NO/NiO(100).
- I. Mehdaoui, D. Kröner, M. Pykavy, H.-J. Freund, T. Klüner*, Phys. Chem. Chem. Phys. 8 (2006), 1584: Photo-induced desorption of NO from NiO(100): Calculation of the four-dimensional potential energy surfaces and systematic wave packet studies.
- S. Dittrich, H.-J. Freund, C.P. Koch, R. Kosloff, T. Klüner*, J. Chem. Phys. 124 (2006), 024702: Twodimensional surrogate Hamiltonian investigation of laser induced desorption of NO/NiO(100).
- R. Meyer, D. Lahav, T. Schalow, M. Laurin, B. Brandt, S. Schauermann, S. Guimond, T. Klüner, H. Kuhlenbeck, J. Libuda, Sh. Shaikhutdinov, H.-J. Freund, Surf. Sci. 586 (2005), 174: CO adsorption and thermal stability of Pd deposited on a thin FeO(111) film.
- S. Borowski, T. Klüner*, Chem. Phys. 304 (2004), 51: Massively parallel Hamiltonian action in pseudospectral algorithms applied to quantum dynamics of laser induced desorption.
- G. Pacchioni, C. Di Valentin, D. Dominguez-Ariza, F. Illas, T. Bredow, T. Klüner, V. Staemmler, J. Phys: Condens. Matter 16 (2004), S2497: Bonding of NH3, CO and NO to NiO and Ni-doped MgO: a problem for density functional theory.